# Serenity Suite:Music & Nature
Serenity Suite:Music & Nature je album New age glazbenika Steven Halperna iz 1991. godine.

## Popis pjesama:
- 1. Greensleeves
- 2. Dawn
- 3. Towards The One
- 4. Play Of Light
- 5. Communion
- 6. Waterfall
- 7. Walden Pond
- 8. Sand Dance
- 9. Comfort Zone
- 10. Serenity
- 11. Pastorale

## Vanjske poveznice
- Serenity Suite:Music & Nature